# Enel Melberg

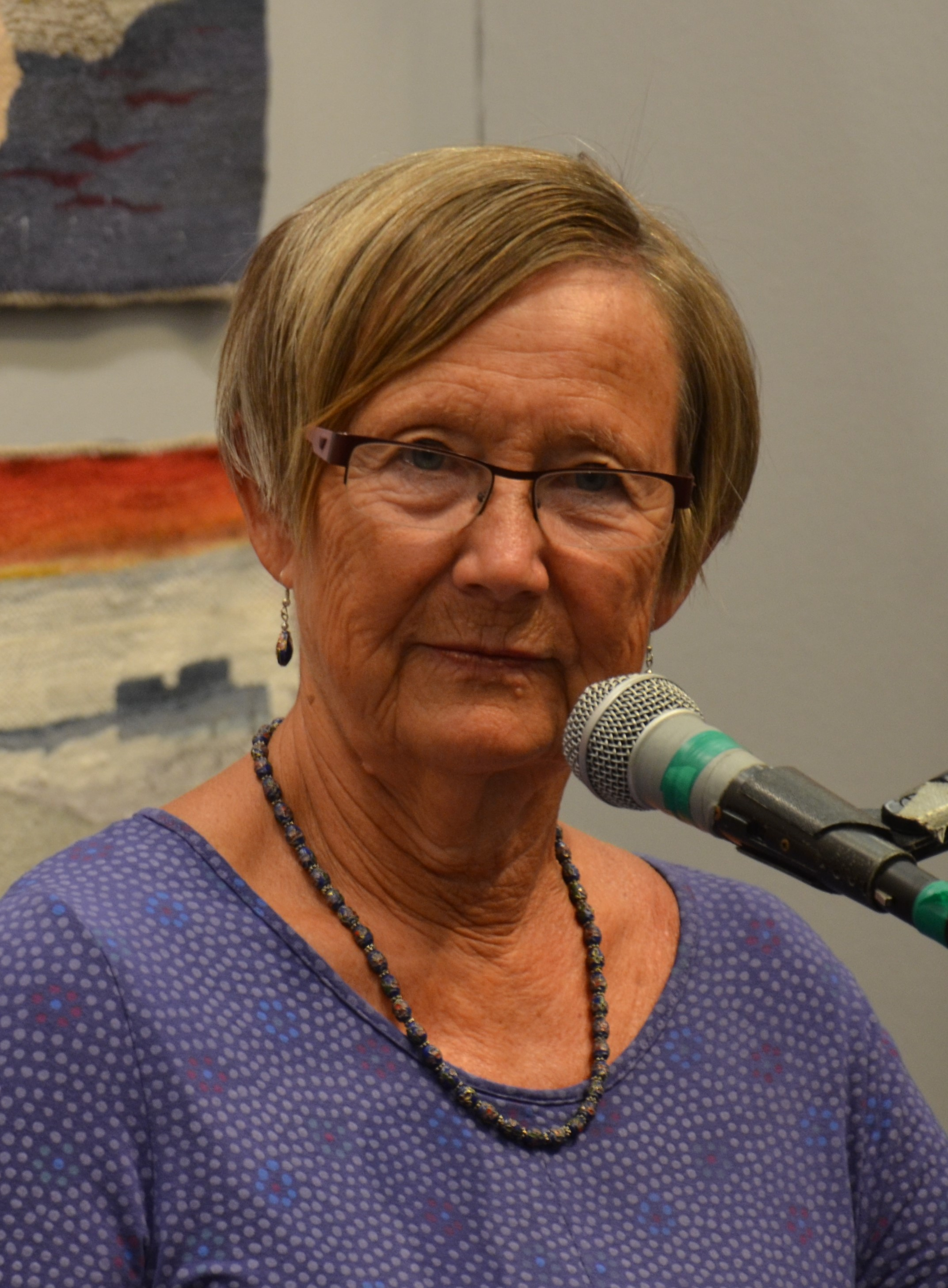
Enel Melberg

Enel Melberg (* 21. September 1943 in Tallinn) ist eine estnische Schriftstellerin und Übersetzerin. Sie schreibt in schwedischer und norwegischer Sprache.

## Leben
Enel Melberg wurde 1943 im estländischen Tallinn geboren. 1944 emigrierte sie mit ihren Eltern nach Schweden, wo sie Philosophie, Religionsgeschichte, Theaterwissenschaften sowie nordische Sprache und Literatur studierte. Bis 1990 arbeitete sie als Pädagogin und Übersetzerin. Sie veröffentlichte zahlreiche Romane, Kinderbücher und Theaterstücke. Enel Melberg lebt heute mit ihrer Familie in Oslo.
Im Jahr 2001 beantragte sie die Aufnahme in den Norwegischen Schriftstellerverband, wurde aber abgewiesen, da der Verband die Mitgliedschaft auf Norwegisch und Samisch schreibende Autoren beschränkte. Die Statuten des Verbandes wurden seitdem geändert.

## Werk
Zentrales Thema von Melbergs Werken ist die gesellschaftliche Situation von Frauen. In ihrem Buch Der elfte Tag (schwedisch: Den elfte dagen) schildern sieben verstorbene Schriftstellerinnen ihr Leben als Frau in der Gesellschaft. Das Theaterstück Herr Brecht und seine Frauen (nach ihrem Roman Herr Brecht og hans kvinner) spielt im Jahre 1940 im finnischen Exil, wo Bertolt Brecht mit seiner Familie und seinen Mitarbeiterinnen Ruth Berlau und der kranken Margarete Steffin auf dem Gut der kommunistisch gesinnten Schriftstellerin Hella Wuolijoki untergekommen ist. Dabei geraten die vier eigensinnigen Frauen immer wieder aneinander, während Brecht, der gerade an seinem Stück „Herr Puntila und sein Knecht Matti“ schreibt, die erotischen Interessen der Frauen für seine Kunst zu nutzen versteht.
Enel Melbergs Werke wurden ins Deutsche übersetzt, sie selbst ist ebenfalls als Übersetzerin tätig.